# Орлович-Грудков, Денис Александрович
Денис Александрович Орлович-Грудков (3 ноября 1995, Санкт-Петербург) — российский хоккеист, нападающий.

## Биография
Родился в Санкт-Петербурге, двойная фамилия — от деда по отцовской линии. Воспитанник СКА. С сезона 2012/13 играл в МХЛ за клуб «СКА-1946». С сезона 2015/2016 играл в ВХЛ за клуб «СКА-Нева». 6 декабря 2016 года вместе с Михаилом Тихоновым был обменян в хабаровский «Амур» на Артёма Зуба. Дебютировал в КХЛ 8 декабря в гостевом матче с «Трактором» (1:3), провёл за месяц семь матчей. 13 января 2017 года контракты с Орлович-Грудковым и Тихоновым были расторгнуты по обоюдному согласию сторон. Продолжил выступления за «СКА-Неву». 4 ноября 2017 года дебютировал в составе СКА в КХЛ в домашнем матче с «Торпедо» НН (5:4 Б). Второй и последний матч провёл 27 февраля 2018 года в гостях против «Йокерита» (3:5) — в игре не принимали участие хоккеисты, выигравшие два дня назад олимпийский турнир в Пхёнчхане. 27 июня 2019 года был обменян в «Сочи» на Даниила Мироманова. Сыграл в сентябре в КХЛ пять матчей и 27 ноября был обменян в «Витязь» на Никиту Выглазова. В июне 2020 года перешёл в нижегородское «Торпедо» в обмен на Михаила Смолина. Сыграл два матча в клубе-партнёре из ВХЛ «Лада» Тольятти, и 19 октября 2020 года расторг контракт по взаимному согласию. С ноября 2020 года — вновь в составе «СКА-Невы». В июле 2023 года перешел в нефтекамский «Торос».
Победитель зимней Универсиады 2019 года в Красноярске.